# Larkin Administration Building
El Larkin Administration Building fue un edificio de principios del siglo XX. Fue diseñado en 1903 por Frank Lloyd Wright y construido entre 1904 y 1906 para Larkin Soap Company de Búfalo, en el estado de Nueva York (Estados Unidos). Era de ladrillo rojo oscuro y tenía cinco pisos. Se usó para su construcción mortero teñido de rosa y una estructura de acero. Se destacó por muchas innovaciones, incluido el aire acondicionado, los muebles de escritorio incorporados y las particiones y tazas de baño suspendidas. Aunque se trataba de un edificio de oficinas, todavía captaba la esencia del tipo de arquitectura de Wright. El escultor Richard Bock proporcionó la ornamentación.
Ubicado en 680 Seneca Street, fue demolido en 1950.

## Historia
La Larkin Soap Company fue fundada en Búfalo en 1875 por John D. Larkin. Entre los directores se encontraban Larkin, Elbert Hubbard y Darwin D. Martin. A comienzos del siglo XX, la compañía se expandió más allá de la fabricación de jabones hacia comestibles, productos secos, porcelana y muebles. Larkin se convirtió en una casa nacional pionera de pedidos por correo con sucursales en Búfalo, Nueva York y Chicago. Debido a su crecimiento, decidió ampliar su complejo en Búfalo en 1902. En el momento en que puso en marcha su sede, Larkin era próspera y el alto precio  de un edificio innovador y bien diseñado no era una barrera. La compañía, conocida por su generosa cultura corporativa, también encargó a Wright que diseñara casas adosadas para sus trabajadores, que nunca se construyeron.
El plano del primer piso era el vestíbulo y el grupo de correo, el segundo piso consistía en el departamento de operadores de máquinas de escribir, el tercer piso era el departamento de correo, el cuarto piso era la sala de correo y el quinto piso constaba de un restaurante y cocina, balcones, y un conservatorio.
En el patio central había un órgano marca Möller con las cámaras de tubos en el nivel superior y la consola en un pozo poco profundo en el piso principal.

## Diseño
Los detalles exteriores de la edificación de 61,0 m por 40,8 m se ejecutaron en piedra arenisca roja; las puertas de entrada, ventanas y tragaluces eran de vidrio. Los pisos, escaleras, puertas, marcos de ventanas, tabiques, tableros de escritorios y losas de plomería se usaron con magnesita para absorber el sonido. Para los pisos, el cemento se mezcló con excelsior y se vertió sobre una capa de fieltro para impartir su elasticidad. La magnesita también se usó para la decoración escultórica en los pilares que rodean el patio de luces y para paneles y vigas alrededor de las oficinas ejecutivas en el extremo sur del piso principal. 
Wright diseñó gran parte del mobiliario, las sillas estaban hechas de acero y colgadas de las mesas para facilitar la limpieza de los pisos. Los muros interiores fueron de ladrillo semivítreo, duro, color crema. En el centro del edificio se ubicó un patio de luces de 23,2 m que proporcionaba luz natural a todos los pisos. Entre sus pilares de apoyo corrían catorce juegos de tres palabras de inspiración cada uno, como: GENEROSIDAD ALTRUISMO SACRIFICIO, INTEGRIDAD LEALTAD FIDELIDAD, IMAGINACIÓN JUICIO INICIATIVA, INTELIGENCIA ENTUSIASMO CONTROL, COOPERACIÓN ECONOMÍA INDUSTRIA.

El historiador de arquitectura Vincent Scully Jr. escribió sobre la estructura:

Los pilares verticales de ladrillo y los planos de las paredes... hicieron posible la espléndida integración de espacio, estructura y volumen que Wright logró en el edificio de oficinas de Larkin Company en Búfalo, de 1904. En el espacio, el edificio se concibió mirando hacia adentro, con una sala central con techo de vidrio que se eleva en toda su altura y con pisos de oficinas horizontales entretejidos a su alrededor. El patrón de pilares y muros que conforman estos espacios está claramente unificado tanto en planta como en sección. Los pilares verticales se elevan ininterrumpidamente en el interior, y los planos horizontales de los pisos de oficinas se mantienen alejados de sus bordes, de modo que parecen, una vez más, estar entretejidos a través de ellos.... Al mismo tiempo, las rígidas verticales del interior del Larkin Administration Building continuaron recordando el desafío del exterior, de modo que el ocupante no podía sentirse simplemente dentro de un caparazón. La secuencia fue emocional y de progreso: desafío, desconcierto, compresión, búsqueda y, finalmente, sorpresa, liberación, transformación y recuerdo. Era casi una progresión barroca, pero sus métodos eran más rígidos y duros, acordes con el programa industrial que elogiaban. De manera bastante significativa, el edificio también recordaba los proyectos románticos-clásicos de los primeros arquitectos revolucionarios de finales del siglo XVIII, particularmente en la dureza de sus formas, pero incluso en los globos terráqueos bastante reducidos que se alardeaban en su exterior.

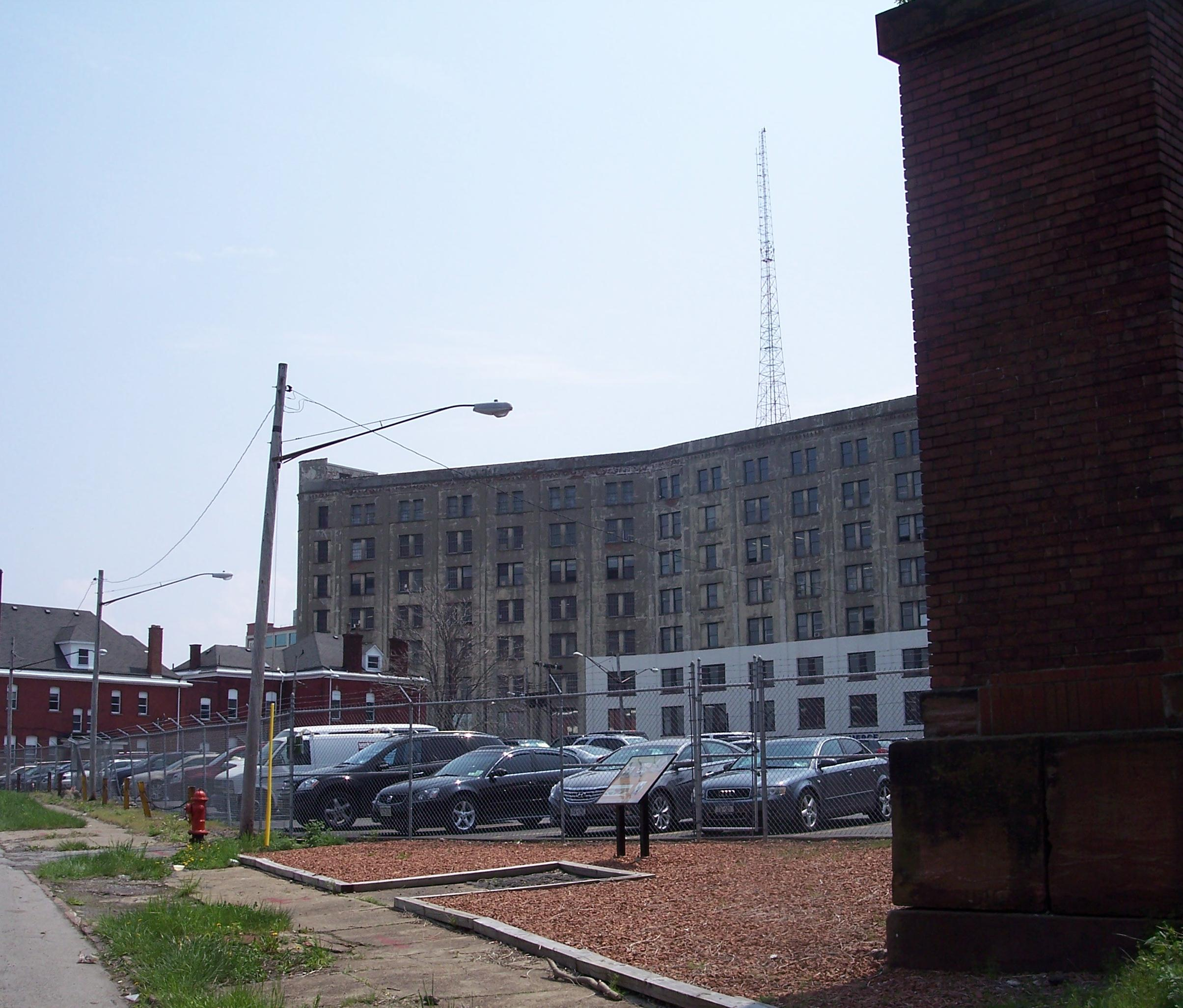
Restos en mayo de 2011

Wright dijo del edificio:

Es interesante que yo, un arquitecto supuestamente preocupado por el sentido estético del edificio, haya inventado la pared colgante para el w.c. (más fácil de limpiar debajo), y adoptó muchas otras innovaciones como la puerta de vidrio, los muebles de acero, el aire acondicionado y el "calor por gravedad". Casi todas las innovaciones tecnológicas utilizadas hoy en día se sugirieron en el Edificio Larkin en 1904.

## Decadencia y demolición
En 1939, Larkin Company realizó modificaciones en el interior y trasladó las operaciones minoristas al edificio. En 1943, la fortuna de la empresa estaba en declive y se vio obligada a intentar vender el edificio. 
El Larkin Administration Building fue embargado por impuestos atrasados en 1945 por la ciudad de Búfalo. La ciudad trató de venderlo durante cinco años y consideró otros usos. En 1949, se vendió a Western Trading Corporation, que anunció planes para demolerlo y convertirlo en una parada de camiones. Lo hizo en 1950 a pesar de las protestas editoriales en todo el país; sin embargo, nunca se construyó una parada de camiones.

El 16 de noviembre de 1949, el arquitecto J. Stanley Sharp declaró en el New York Herald-Tribune:
Como arquitecto, comparto la preocupación de muchos otros por la destrucción del mundialmente famoso edificio de oficinas de Frank Lloyd Wright en Búfalo. No es simplemente una cuestión de sentimiento; desde un punto de vista práctico, esta estructura puede funcionar de manera eficiente durante siglos. La ingeniería moderna ha mejorado los sistemas de iluminación y ventilación que usó el Sr. Wright, pero eso no es excusa suficiente para borrar el trabajo del hombre que fue pionero en la solución de tales problemas. El edificio Larkin sentó un precedente para muchos edificios de oficinas que admiramos hoy y debe considerarse no como una estructura utilitaria anticuada sino como un monumento, si no a la imaginación creativa del Sr. Wright, a la inventiva del diseño estadounidense.
La destrucción de todos menos uno de los pilares del edificio administrativo de Larkin es trágica en la comunidad arquitectónica. Con suerte, en el futuro consideraremos el valor de un edificio importante como este y trabajaremos para preservarlo.